# The Raven That Refused to Sing (And Other Stories)
The Raven That Refused to Sing (And Other Stories) ist das dritte Solostudioalbum des Porcupine-Tree-Gründers und Produzenten Steven Wilson. Es wurde am 1. März 2013 veröffentlicht.

## Hintergrund
Nach Veröffentlichung seines bis dahin letzten Studioalbums Grace for Drowning im Jahr 2011 sowie der darauf folgenden Tour kehrte Wilson nicht wieder zu Porcupine Tree zurück. Jedes der sechs Stücke des neuen Albums bezieht seine Inspiration aus dem Supranaturalismus. Als Toningenieur konnte Alan Parsons gewonnen werden, der bereits 1976 gemeinsam mit Eric Woolfson das Edgar-Allan-Poe-Gedicht Der Rabe vertont hatte. Alan Parsons ist auf dem Album auch als Gitarrist zu hören.
Das erste Stück auf dem Album, Luminol, wurde bereits auf der Tour zu Grace for Drowning live gespielt und ist auch auf der Live-DVD Get All You Deserve (2012) zu sehen.

## Stil und Rezeption
Im Vergleich zu Steven Wilsons vorherigen Alben hat auf The Raven That Refused to Sing (and other stories) der Anteil an Jazzrock- und Retro-Prog-Einflüssen zugenommen. Dies lässt sich zum einen dadurch erklären, dass Steven Wilson zuvor die „klassischen“ Musikalben von Emerson, Lake and Palmer, Jethro Tull und King Crimson einem Remix unterzogen hatte, zum anderen setzt sich die Band überwiegend aus Musikern dieser Genres zusammen.
Das Album wurde überwiegend positiv aufgenommen; so schrieb etwa Anton Kostudis:

„"The Raven That Refused To Sing" ist Wilsons bislang facettenreichstes Soloalbum. Der sehr aufgeräumte und warme Sound setzt die Kompositionen zudem bestens in Szene.“

Markus Peltner pflichtet ihm auf den Babyblauen Seiten bei:

„"The Raven That Refused To Sing And Other Stories" ist ein sehr abwechslungsreiches Album geworden. Spannend vom ersten bis zum letzten Takt. Über allem liegt zwar eine mehr oder weniger vorhandene und manches Mal auch nur latent zu spürende Traurigkeit, allerdings wird der Hörer immer wieder aufgefangen, eingefangen und umarmt. Umarmt mit Akkorden, Melodien und Stimmungen, die es zu genießen lohnt, denen man sich in ihrer Mannigfaltigkeit ganz hingeben kann, die nie langweilig werden und immer wieder begeistern können.“

## Titelliste
1. Luminol (12:10)
2. Drive Home (7:37)
3. The Holy Drinker (10:14)
4. The Pin Drop (5:03)
5. The Watchmaker (11:42)
6. The Raven That Refused to Sing (7:57)